# Флорес (циклон)
Циклон «Флорес» (англ. Cyclone Flores) — найбільш смертоносний тропічний циклон у південній півкулі, у квітні 1973 року забрав життя 1,653 людей в Індонезії. Циклон утворився в морі Банда 26 квітня як тропічний мінімум. Він посилювався, коли рухався у південно-західному напрямку, а потім зміщувався на південь. 29 квітня циклон обрушився на північне узбережжя острова Флорес і наступного дня розсіявся. Циклон убив 1500 рибалок на острові Палуе. Циклон спричинив смертоносну раптову повінь, яка руйнувала будівлі та дороги.

## Метеорологічна історія

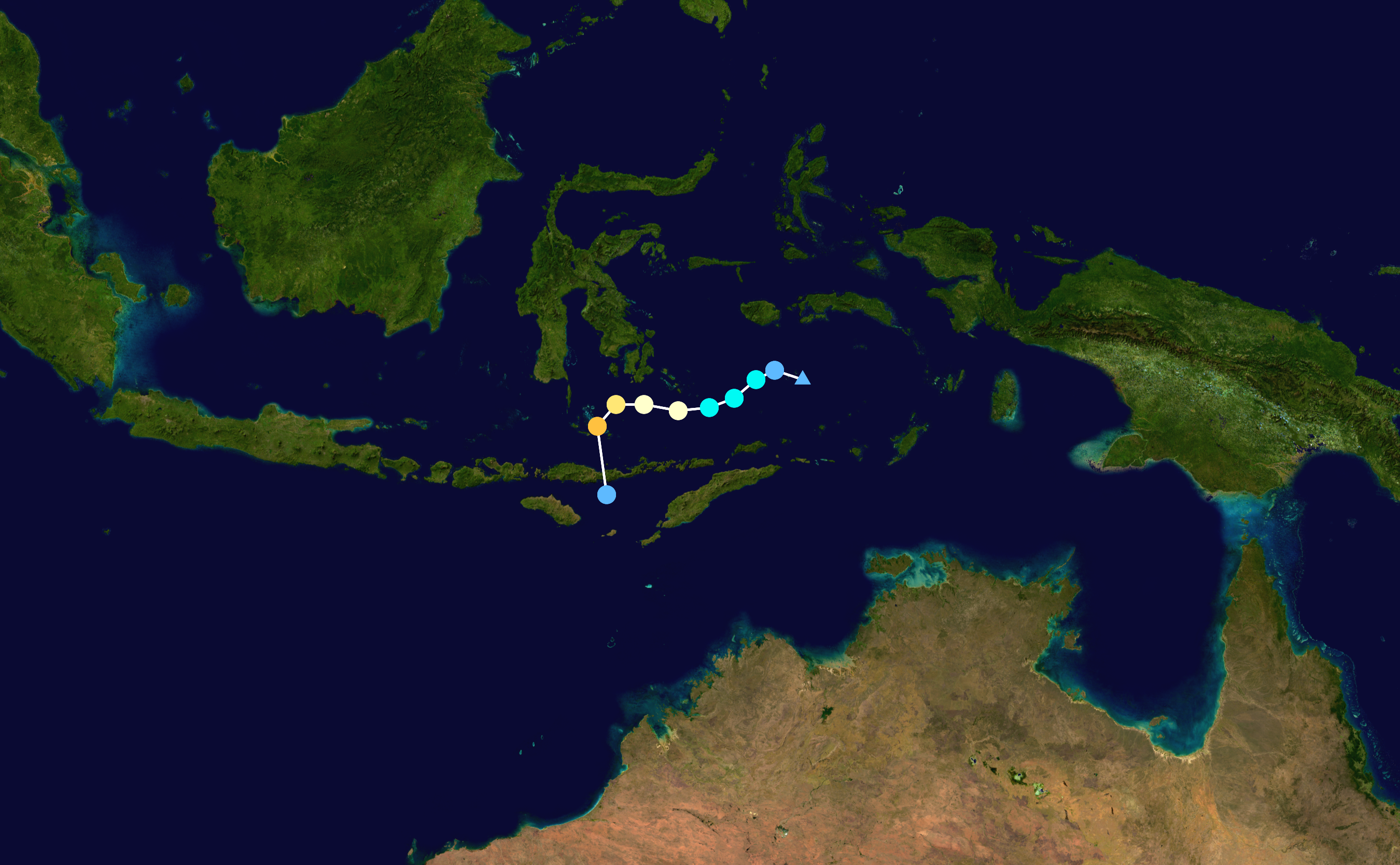
Траєкторія руху Циклону Флорес

26 квітня в морі Банда у водах східної Індонезії утворився тропічний мінімум. За даними Бюро метеорології Австралії BoM, система перемістилася в море Флорес на південний-захід і посилилася, хоча це базувалося на пізнішому аналізі. Оскільки шторм перебував за межами юрисдикції агентства, BoM не видало попередження в системі в той час. Увечері 27 квітня шквальний вітер був слабким, коли він рухався до острова Флорес. Пізно наступного дня шторм повернувся на південний-захід.
BoM підрахував, що шторм досяг піку інтенсивності рано 29 квітня, оцінивши його як 3 категорію за австралійською шкалою з максимальною швидкістю вітру 150 км/год (90 миль/год). У той час як тропічний циклон був близький до піку інтенсивності, його око було всередині щільної хмари діаметром 295 км (185 миль). Циклон обрушився на північне узбережжя індонезійського острова Флорес. Перетнувши острів, циклон розсіявся 30 квітня біля південного узбережжя Флорес.

## Наслідки
У морі Флорес циклон перекинув 500-тонний вантажний корабель O Arbiru, що базувався в португальському Тиморі, який доставляв вантаж рису з Бангкока. З екіпажу з 24 осіб вижила лише одна людина. Лише на острові Палуе циклон убив 1500 рибалок.
Новинам про катастрофу у Флоресі знадобився місяць, щоб дійти до влади у столиці Джакарті через відсутність зв’язку та віддаленість острова. У всьому регіоні циклон убив 1653 людини, що робить його найбільш смертоносним тропічним циклоном, зареєстрованим у Південній півкулі. Шторм обрушився на узбережжя штормовою хвилею, яку газети описали як «приливну хвилю». У регіоні Нгада через високі хвилі загинуло 24 людини. Ще 10 людей загинуло в регентстві Манггарай. Протягом трьох днів через шторм який обрушився на Флорес призвело до смертоносної раптової повені що змило рисові поля, худобу та цілі будинки. Циклон зруйнував школи, будинки, дамби та мости. Шторм також зруйнував урядові будівлі, повідомляється про серйозні пошкодження в регіональній столиці Енде.
Після повеней індонезійський уряд побудував водосховище Сутамі, будівництво якого було завершено в 1975 році. Водозлив контролював потік води на острові та допомагав зрошувати 6500 га (16 000 акрів) рисових полів.